# Шубин, Алексей Иванович
Алексе́й Ива́нович Шу́бин (1901—1966) — советский писатель, член Союза писателей СССР (1944).
Автор ряда повестей, пьес, рассказов и очерков, в том числе и книг для детей. Классик советской, отечественной литературы. Участник Гражданской войны и Великой Отечественной войны.

## Биография
Родился 17 марта (30 марта по новому стилю) 1901 года в Тюмени в семье служащего.
В 1910 году, после смерти отца, семья переехала в Москву, где Шубин поступил в Алексеевское коммерческое училище. Из-за тяжелых материальных условий в семье закончить его не удалось. Так, не получив среднего образования, в 1919 году он добровольно вступил в ряды Красной армии. Вначале служил телефонистом в 5-м особом латышском полку в Москве, затем в 154-м архангельском полку. Принимал участие в освобождении Архангельска от белогвардейцев и англо-американских интервентов. В полку служил при политпросветотделе, где занимал должности: организатора кружков клуба, помощника начальника клуба и заведующего полковой библиотекой. В 1922 году 154-й полк был переведен в Воронеж и расформирован. Шубин назначили заведующим библиотекой вновь сформированного 55-го Воронежского стрелкового полка, в котором он прослужил до 1925 года.
Печататься начал в газетах в 1923 году. С 1925 года Шубин — журналист-очеркист и фельетонист «Воронежской коммуны», с 1939 года — писатель-профессионал. В 1940 году вышла его первая книга «Свежий ветер».

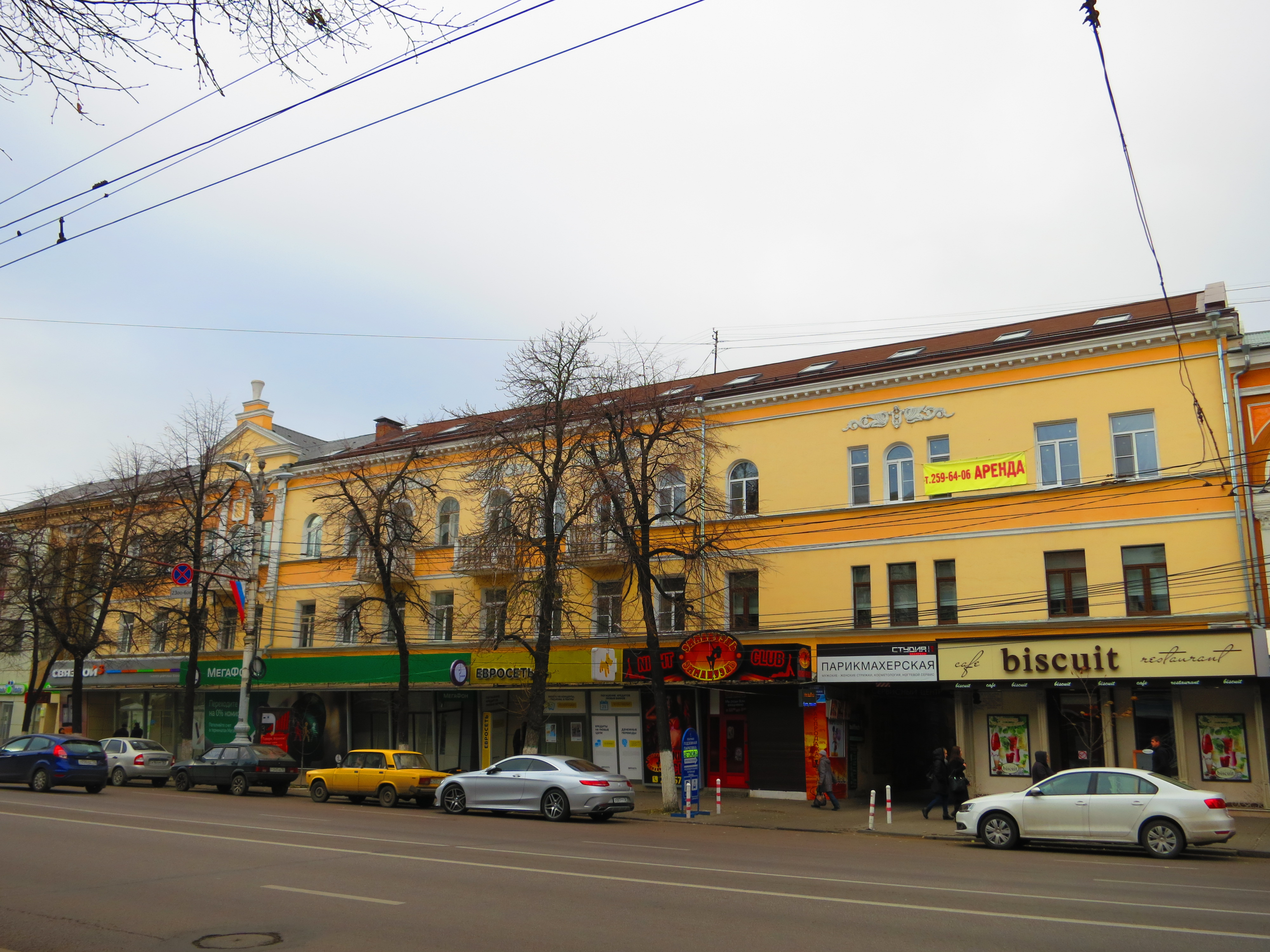
Дом, в котором жил писатель А. И. Шубин

В годы Отечественной войны работал в дивизионной армейской и фронтовой газетах, участвовал в боях под Ельней и Ельцом. В июле 1942 года был тяжело контужен и после одиннадцати месяцев лечения в госпиталях был ограниченно годным к военной службе. Затем был призван инвалидом и 12 февраля 1944 года уволен из рядов Советской Армии.
После демобилизации возвратился в Воронеж, потом обосновался с семьей в поселке Рамонь и целиком включился в писательскую работу.
Член Союза писателей СССР с 1944 года.
Умер 5 сентября 1966 года в Воронеже. Похоронен на Коминтерновском кладбище Воронежа.
Часть архива Алексея Ивановича Шубина была передана в государственный архив Воронежской области в 1972 году женой писателя Шубиной Ниной Павловной.

## Память
- В Воронеже на доме № 48 по проспекту Революции, в котором с 1948 по 1966 годы жил А. И. Шубин, ему установлена мемориальная доска.